# USS LST-744
O USS LST-744 foi um navio de guerra norte-americano da classe LST que operou durante a Segunda Guerra Mundial.